# David Pollock (3e vicomte Hanworth)
Pour les articles homonymes, voir Pollock.
David Stephen Geoffrey Pollock (né le 16 février 1946) est un professeur britannique et un pair héréditaire travailliste.

## Biographie
Il fait ses études au Wellington College et obtient un doctorat à l'Université du Sussex. Il est professeur d'économétrie et de statistiques computationnelles à l'Université de Leicester, où il enseigne la statistique mathématique, l'économétrie et les sciences de l'environnement .
Arrière-petit-fils d'Ernest Pollock (1er vicomte Hanworth), ancien maître des Rolls, Hanworth succède comme vicomte (et baronnet) à son père en 1996 et prend place à la Chambre des lords jusqu'à la House of Lords Act en 1999. Il choisit de ne pas se présenter aux élections par ses pairs héréditaires travaillistes pour sélectionner deux d'entre eux pour rester au Parlement après l'entrée en vigueur de cette loi . Il se présente sans succès à l'élection partielle causée par la mort de Lord Milner en 2003, où il est battu par John Suenson-Taylor. Désireux de siéger chez les Lords, il remporte en 2011 l'élection partielle pour devenir l'un des quinze « vice-présidents », à la suite du décès de Lord Strabolgi, qui est également travailliste.
Lui et son épouse, Elizabeth, fille de Lawrence Vambe, vivent à Londres. Le titre devrait passer à un neveu car ils ont deux filles : 
- Cecile Pollock (née en 1971)
- Charlotte Pollock (née en 1973)